# Maison et atelier Rodolphe-Duguay
La maison et atelier Rodolphe-Duguay est une maison situé au 195, rang Saint-Alexis à Nicolet (Québec). Elle fut la maison et l'atelier du peintre Rodolphe Duguay, qui en hérita en 1917 et l'habitat jusqu'à sa mort en 1973. La maison et l'atelier ont été reconnus immeuble patrimonial en 1977 et ils ont été classés immeuble patrimonial en 2012.